# درب أستانة (مقاطعة دورود)
درب أستانة (بالفارسية: درب آستانه) هي مستوطنة تقع في قسم حشمت‌آباد الريفي (مقاطعة دورود) في إيران. يقدر عدد سكانها بـ 242 نسمة .